# Стенс, Тим
Тимотеюс (Тим) Бернардюс Стенс (нидерл. Timotheus Bernardus Tim Steens; род. 13 декабря 1955, Роттердам, Южная Голландия) — нидерландский хоккеист на траве, полузащитник. Бронзовый призёр летних Олимпийских игр 1988 года, участник летних Олимпийских игр 1976 года, серебряный призёр чемпионата мира 1978 года, чемпион Европы 1983 года.

## Биография
Тим Стенс родился 13 декабря 1955 года в нидерландском городе Роттердам.
В школьные годы занимался футболом. В 13-летнем возрасте перешёл в хоккей на траве. Играл за нидерландские «Эолюс» и «Викторию» из Роттердама и «Клейн Звистерланд» из Гааги. В 1978 году в составе «Клейн Звитсерланд» завоевал Кубок европейских чемпионов. 
19 сентября 1975 года дебютировал в сборной Нидерландов в товарищеском матче против сборной Великобритании (2:1).
В 1976 году вошёл в состав сборной Нидерландов по хоккею на траве на летних Олимпийских играх в Монреале, занявшей 4-е место. Играл на позиции полузащитника, провёл 1 матч, мячей не забивал.
В 1978 году стал серебряным призёром чемпионата мира в Буэнос-Айресе.
В 1981 году завоевал золотую медаль Трофея чемпионов в Карачи.
В 1983 году выиграл золотую медаль чемпионата Европы в Амстелвене. Был признан лучшим игроком турнира.
Во время подготовки к летним Олимпийским играм 1984 года в Лос-Анджелесе повредил переднюю крестообразную связку колена, перенёс операцию и не смог участвовать в турнире.
В 1988 году вошёл в состав сборной Нидерландов по хоккею на траве на летних Олимпийских играх в Сеуле и завоевал бронзовую медаль. Играл на позиции полузащитника, провёл 1 матч, мячей не забивал.
В течение карьеры провёл за сборную Нидерландов 162 матча, забил 12 мячей.
Впоследствии работал спортивным журналистом, сотрудничал с изданиями Wereldomroep / Langs de Lijn, De Telegraaf и Infostrada.

## Семья
Старший брат — Рон Стенс (род. 1952), нидерландский хоккеист на траве. Участник летних Олимпийских игр 1976 и 1984 годов.
Жена — Аннет. Вырастили двух сыновей — Тако (род. 1996) и Дауве (род. 1998).